# 1896年夏季奥林匹克运动会击剑比赛
在1896年夏季奧林匹克運動會上，共進行了3項劍擊比賽，原本舉行的重劍比賽被取消。所有的比賽都是在扎皮翁宫中進行的，比賽於1896年4月7日至4月9日舉行，來自四個國家的15名運動員參加了比賽； 來自3個國家的9名擊劍運動員各獲得一枚獎牌。

## 項目成績
根据国际奥林匹克委员会的相关资料记载，当时的冠军会得到一枚银牌，其它名次则没有任何奖牌。
| 項目                | 金牌                               | 银牌                                | 铜牌                                          |
| 花劍 （詳細）       | 欧仁-亨利·格拉沃洛特 · 法国（FRA） | 亨利·卡洛 · 法国（FRA）             | 伯里克利皮拉科斯-馬夫羅米恰利斯 · 希腊（GRE） |
| 花劍 （詳細）       | 欧仁-亨利·格拉沃洛特 · 法国（FRA） | 亨利·卡洛 · 法国（FRA）             | 阿薩納修斯·沃羅斯 · 希腊（GRE）               |
| 大師級花劍 （詳細） | 列奧尼達斯·皮爾戈斯 · 希腊（GRE）  | 若阿尼·佩罗内 · 法国（FRA）         | 沒有                                          |
| 佩劍 （詳細）       | 扬尼斯·乔治亚迪斯 · 希腊（GRE）    | 忒勒瑪科斯·卡拉卡洛斯 · 希腊（GRE） | 霍爾格·尼爾森 · 丹麦（DEN）                   |

## 參賽國家
賽事共有來自4個國家的15名參賽運動員參加。
- 奥地利（1）
- 丹麦（1）
- 法国（4）
- 希腊（9）

## 奖牌榜
| 排名                     | 国家 / 地区              | 金牌 | 銀牌 | 銅牌 | 总计 |
| ------------------------ | ------------------------ | ---- | ---- | ---- | ---- |
| 1                        | 希腊                     | 2    | 1    | 2    | 5    |
| 2                        | 法国                     | 1    | 2    | 0    | 3    |
| 3                        | 丹麦                     | 0    | 0    | 1    | 1    |
| 总计（共3个国家 / 地区） | 总计（共3个国家 / 地区） | 3    | 3    | 3    | 9    |